# Hans Joachim Stenzel
Hans Joachim Stenzel (* 15. Oktober 1923 in Louisville, Vereinigte Staaten; † 23. Juni 1999 in Berlin) war ein deutscher Zeichner und Karikaturist. Stenzel war neben Oskar, Ole Jensen, Arne Leihberg und Aribert Ane Neßlinger einer der populärsten und profiliertesten Nachkriegskarikaturisten in West-Berlin.

## Leben
Hans Joachim Stenzel wurde in Louisville im US-Bundesstaat Kentucky geboren, wohin seine Eltern – gebürtige Berliner – ausgewandert waren, um der Inflation 1923 in Deutschland zu entkommen. Die Familie kehrte jedoch schon 1926 nach Deutschland zurück. Stenzel wurde 1930 in Berlin-Charlottenburg eingeschult – zufällig zusammen mit Erich Schmitt, der es später in Ost-Berlin zu Karikaturistenruhm brachte. 1943 machte Stenzel ein Volontariat als Trickfilm-Zeichner, bevor er im Juni als Sanitäter zur Wehrmacht eingezogen wurde. Er erlebte das Kriegsende 1945 als Sanitätsgefreiter und begann seine Karriere als Zeichner in amerikanischer Kriegsgefangenschaft. 1948 arbeitete er zunächst als Zeichner bei der Jungen Welt in Ost-Berlin.
1959 begann Stenzels Karriere bei der Berliner Morgenpost, wo er schnell große Popularität erlangte. Das zel seines Nachnamens wurde zur Signatur auf den Karikaturen; später signierte er mit zelli – wie er von Freunden und Kollegen genannt wurde.
Mit spitzer Feder karikierte er die Weltpolitik und das Stadtgeschehen in West-Berlin. Seine Strichmännchen waren Berliner Typen – oft Steppkes –, die das Zeitgeschehen bissig und mit Mutterwitz kommentierten. Während der 68er-Studentenbewegung wurden seine Zeichnungen aggressiver. Die protestierenden Studenten stellte er stereotyp als grobschlächtige und finstere Randalierer dar.

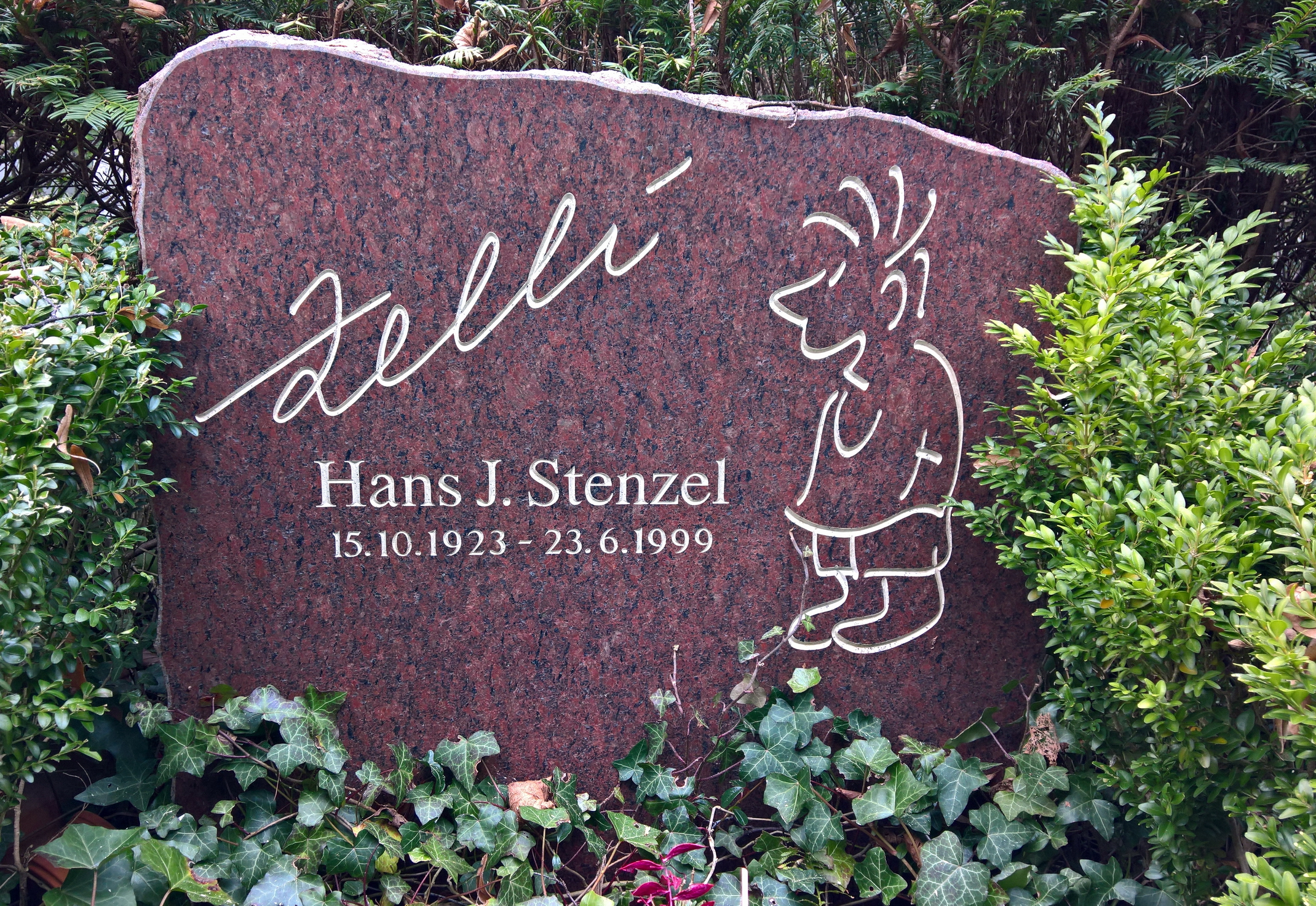
Das Grab von Hans Joachim Stenzel auf dem Friedhof Dahlem-Dorf

Stenzel, der auch in der Bild-Zeitung veröffentlichte, bediente ungeniert und undifferenziert das Feindbild und die Ressentiments der Leserschaft dieser beiden Zeitungen des Springer-Konzerns in West-Berlin gegenüber der Studentenschaft. Das Verlagshaus sieht rückblickend einige Karikaturen aus dieser Zeit sehr kritisch. „Etliche Karikaturen, die damals in den Blättern des Verlages erschienen, waren verleumderisch“, urteilte 2010 ein Chefredakteur der Verlagsgruppe.
Hans Joachim Stenzel starb im Sommer 1999 im Alter von 75 Jahren in Berlin. Sein Grab befindet sich auf dem Friedhof Dahlem-Dorf (Feld 009-127) in Berlin-Dahlem.
Die Schauspielerin Julia Biedermann ist Stenzels Tochter.

## Veröffentlichungen
- Strichweise Heiter, 170 Jahre Humor im Blätterwald, Ullstein Verlag Berlin 1990
- …entspricht nicht dem Ernst der Lage!, Karikaturen, F. A. Herbig Verlagsbuchhandlung, Berlin 1959, DNB 454870612